# Аристово (Нижегородская область)
А́ристово —  деревня в городском округе Семёновский Нижегородской области России. Входит в состав Хахальского сельсовета.

## География
Деревня расположена на левом берегу реки Ухтыш, в 3 км от административного центра сельсовета — деревни Хахалы и 57 км от областного центра — Нижнего Новгорода.

## Население
| 2002 | 2010 |
| ---- | ---- |
| 72   | ↘60  |

## Инфраструктура
Личное подсобное хозяйство.

## Транспорт
Просёлочные дороги.